# Ipsissimus
Ipsissimus je studiové album amerického avantgardního hudebního skladatele a multiinstrumentalisty Johna Zorna. Jedná se o páté album jeho skupiny The Moonchild Trio, ve které s ním hraje například i Mike Patton ze skupiny Faith No More. Album vyšlo 28. září 2010 u Tzadik Records.

## Seznam skladeb
Všechny skladby napsal(i) John Zorn. 
| Pořadí | Název             | Délka |
| ------ | ----------------- | ----- |
| 1.     | Seven Sigils      | 6:39  |
| 2.     | The Book of Los   | 8:21  |
| 3.     | Apparitions I     | 3:44  |
| 4.     | Supplicant        | 5:32  |
| 5.     | Tabula Smaragdina | 6:12  |
| 6.     | Apparitions II    | 4:09  |
| 7.     | The Changeling    | 6:32  |
| 8.     | Warlock           | 4:56  |
| 9.     | Apparitions III   | 3:10  |

## Sestava
- John Zorn - altsaxofon, piáno
- Marc Ribot - kytara
- Trevor Dunn - baskytara
- Joey Baron - bicí
- Mike Patton - hlasy